# Elena Bottazzi
María Elena Bottazzi  (Génova, Italia, 1966) es una científica microbióloga hondureña, nacida en Italia. Es conocida por su investigación en vacunología tropical y codirige el desarrollo de la vacuna contra la COVID-19, en la Escuela de Medicina de Baylor de Houston (Texas), en los Estados Unidos.

## Biografía
María Elena Bottazzi nació en Génova, Italia, porque su padre hondureño, era diplomático y fue enviado a Italia. Hija de padre hondureño y madre italiana. Es la mayor de tres hermanos. Cuando tenía ocho años, su familia volvió a Tegucigalpa, Honduras. Creció en el Departamento de Olancho. Estudió bachillerato en la Elvel School. Desde muy pequeña vio de primera mano las condiciones de vida de la población hondureña, por ello se interesó por el área científica. En el año 1989 se graduó en Microbiología y Química Clínica en la Universidad Nacional Autónoma de Honduras (UNAH).
Durante su formación comprendió que su motivación se centraba en el desarrollo de las técnicas que se usan para hacer los diagnósticos y para crear medicamentos. Se trasladó a Florida, Estados Unidos, para hacer una tesis doctoral en Inmunología Molecular y Patología Experimental, en la Universidad de Florida en Gainesville y terminó en 1995. También realizó varios cursos de postgrado en el área de biología celular, entre los años 1995 y 2001, en las universidades de Miami y Pensilvania. Durante su formación científica, se dio cuenta de que para desarrollar proyectos necesitaría un máster en Administración pública, y lo hizo en la Universidad de Temple, en Filadelfia. Esta formación empresarial la ayudó a entender conceptos legales, económicos y financieros.

## Trayectoria profesional
Durante más de dos décadas se centró en el diseño y conocimiento sobre vacunas contra enfermedades gastrointestinales parasitarias. Entre ellas destaca la uniciriasis humana, la schistosomiasis, el anquilostoma o la de Chagas. Así como en vacunas contra infecciones de coronavirus, incluidas las de SRT y MERS, o la COVID-19.
Su carrera académica comenzó en la Universidad George Washington en Washington D. C., donde residió durante once años. En 2011 se trasladó a Houston, donde es codirectora de la Escuela Nacional de Medicina Tropical del Colegio Baylor de Medicina. Junto con Peter Hotez es codirectora del Centro para Desarrollo de Vacunas del Hospital Infantil de Texas, en Estados Unidos. Además, es profesora de pediatría, virología molecular y microbiología del Colegio Baylor de Medicina. Es profesora distinguida de biología en la Universidad de Baylor y profesora adjunta de bioingeniería en la Universidad de Rice, Texas. Tiene más de 120 publicaciones y ha participado en más de 200 conferencias mundiales. En el año 2014 fue incluida entre las mujeres líderes en salud global.

#### Covid-19
Con el inicio de la pandemia, Bottazzi y Hotez junto con sus equipos se dedicaron al desarrollo de una vacuna contra la covid que ha dejado libre de patente, siendo así la primera vacuna contra el covid-19 libre de patente. Todo su proceso está publicado, con el objetivo de que pueda ser producida por distintas farmacéuticas en cualquier país. Además, confía en el regreso al modelo de Jonas Stalk para abordar esta pandemia. India ya ha autorizado su utilización, por lo que espera que se pueda aprobar en otros muchos países como Bangladés o Botsuana.
Se necesita tener esta mentalidad de código abierto para poder descolonizar: que no se produzcan estas vacunas solamente en países de altos ingresos. Que se puedan producir en los mismos países en los que se necesitan.
Por su aportación a la humanidad con la vacuna Corbevax, libre de patentes y a bajo coste, para hacer frente al COVID-19, junto con su colega Peter Hotez, recibieron en 2022 la nominación para el Premio Nobel de la Paz.

## Premios y reconocimientos
- Recibió la Orden Gran Cruz Placa de Oro por el Congreso Nacional de Honduras.[27][28]
- Una de las 100 mujeres líderes en salud por el Graduate Institute de Ginebra.[27][28]
- Premio “Carlos Slim” en salud, en la categoría trayectoria en investigación.[27][29][30][28]
- Galardón “mujeres líderes en ciencia” por la organización BioHouston.[31]
- Revista Forbes Centroamérica  la incluyó entre las 100 mujeres más poderosas de 2020.[32]
- Mujer destacada del año por el Parlamento Centroamericano, en 2021.[33]
- En 2022.  “Premio al Servicio Nacional” de la Liga de ciudadanos latinoamericanos unidos (Lulac).[34]
- En 2022. Forbes: mujeres poderosas de Centroamérica.[35][36]
- En 2022. Premio LericiPea «Ligures en el Mundo».[37]
- En 2022. Herencia Hispana en Salud.[38]
- En 2022. Premio a la defensa de la salud Neal Kocurek, en Estados Unidos.[39]